# Fahrzeugtechnik Dessau

Логотип предприятия

FTD Dessau — старейший инжиниринговый и производственный центр в Европе, специализировавшийся в сфере транспортного машиностроения. Располагался в городе Дессау (Германия, земля Саксония-Анхальт). На данный момент банкрот, а все активы переданы китайско-швейцарскому предприятию Molinari Rail GmbH.
Некоторое время входил в состав российской компании Трансмашхолдинг.
Основными направлениями деятельности предприятия являются:
- вагоностроение, в том числе: разработка, изготовление и сертификация опытных образцов пассажирского подвижного состава, его узлов и компонентов для крупнейших западноевропейских производителей подвижного состава; разработка и серийное производство пассажирского подвижного состава, в том числе вагонов локомотивной тяги и электропоездов; производство алюминиевых и стальных кузовов для пассажирского подвижного состава и городского рельсового транспорта; разработка и серийное производство лобовых частей для пассажирского подвижного состава железных дорог и городского рельсового транспорта; разработка и изготовление специальных грузовых вагонов;
- изготовление модулей вагонных дверей, в том числе: для высокоскоростных поездов, региональных поездов, лёгких пригородных поездов, городского рельсового транспорта;
- производство приводных систем (power pack) для рельсовых автобусов;
- производство запасных частей;
- ремонт подвижного состава и городского рельсового транспорта.

В марте 2016 года компанией было подано ходатайство о банкротстве. Поскольку нового инвестора найти не удалось, завод был закрыт летом 2016 года. Активы были переданы китайско-швейцарскому совместному предприятию Molinari Rail GmbH, которое открыло завод с постоянным штатом в 50 сотрудников в новом месте 1 ноября 2016 года. По состоянию на начало 2019 года в компании работают 75 собственных сотрудников. Оборот в 2018 году составил пять миллионов евро. [10]
- Официальный сайт предприятия